# Hilgardita
La hilgardita es un mineral de la clase de los minerales boratos, y dentro de esta pertenece al llamado "grupo de la hilgardita". Fue descubierta en 1937 en una mina de Iberville Parish, en el estado de Luisiana (EE. UU.), siendo nombrada en honor de Eugene W. Hilgar, geólogo germano-estadounidense que la describió. Un sinónimo poco usados es el de calciohilgardita.

## Características químicas
Es una mezcla de pentaborato con cloruro de calcio, hidratado. Por su estructura es lo que se llamaría un tectoborato -análoga a la de los tectosilicatos-. El grupo de la hildargita lo forman unos pocos minerales a base a pequeñas sustituciones en su la fórmula química de ésta. Es frecuente la presencia de estroncio como impureza, dando la variedad denominada estronciohildargita.
Politipos de hildargita son: Hilgardita-1Tc (triclínico), Hilgardita-3Tc (triclínico), Hilgardita-4M (monoclínico y la Hilgardita-1A.

## Formación y yacimientos
Aparece en el interior de los domos salinos, en muy pequeñas cantidades. Se forma en rocas evaporitas marinas.
Suele encontrarse asociado a otros minerales como: cuarzo, pirita, magnesita, hauerita, dolomita, danburita, calcita, boracita o anhidrita.